# Hedvig av Andechs
Hedvig av Andechs, född 1174 i Andechs i Bayern, död 15 oktober 1243 i Trzebnica i Schlesien, var storhertiginna av Polen, gift med Henrik I "den skäggige" av Polen. Hon var genom giftermål hertiginna av Schlesien 1201–1238, och storhertiginna av Polen 1232–1238.
Hedvig blev efter sin död ett romerskt-katolskt helgon.

## Biografi
Hedvig var född på slottet Andechs (därav namnet) i byn med samma namn i Bayern, som dotter till hertig Berthold IV av Meran och Agnes av Wettin. Hon gifte sig 1186 med Henrik I "den skäggige" av Polen. Hon förhandlade framgångsrikt om sin makes frigivning från fångenskapen i borgen i Płock år 1229, vilket ledde fram till hans tronbestigning 1232.
År 1238 lät hon begrava sin make i klostret i Trzebnica i Schlesien, där deras dotter Gertrud var abbedissa, och bosatte sig sedan själv där. Hon lät bjuda in många nybyggare från Tyskland till kolonisationen av Schlesien. Hedvig donerade alla sina pengar till kyrkan och välgörenhet och påstås ha varit känd för att ha gått barfota under vintern.  

## Eftermäle
Hedvig helgonförklarades 1267 av påve Clemens IV. Hon avbildas traditionellt antingen som furstinna eller nunna, ofta med avbildningar av de kyrkor som hon frikostigt donerade till, eller med symboler för bön och allmosor. Inom romersk-katolska kyrkan är 16 oktober hennes helgondag. Hedvig är skyddshelgon för Andechs i Schlesien och staden Görlitz, Wrocławs ärkestift och Görlitz stift inom romersk-katolska kyrkan, samt den katolska Sankta Hedvigskatedralen i Berlin.
De så kallade Hedwigglasen har fått sitt namn efter henne.

## Bildgalleri

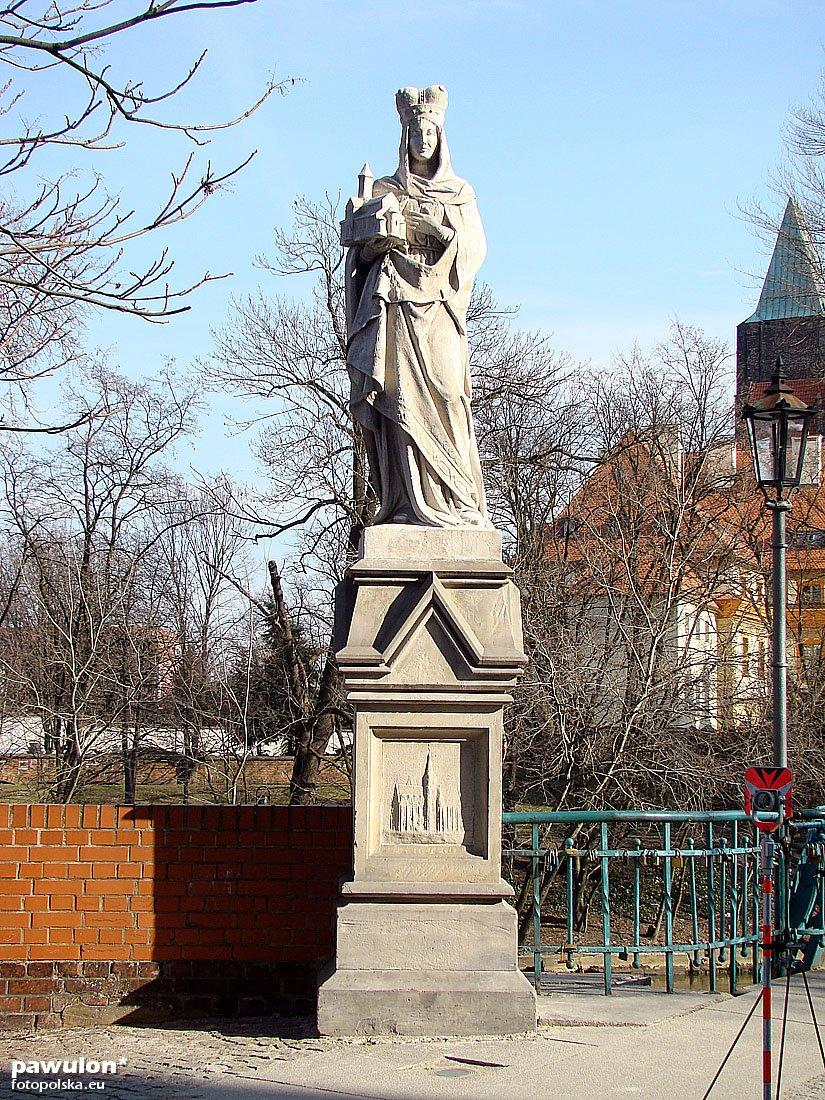
Hedvigsstatyn i Wrocław vid Domkyrkobron.